# Oktoberrevolutie
De Oktoberrevolutie (Russisch: Октябрьская революция в России, Oktjabr'skaja revoljucija v Rossii; ook: Великая Октябрьская социалистическая революция, Velikaja Oktjabr'skaja socialističeskaja revolucija) was een politieke revolutie en onderdeel van de Russische Revolutie. De revolutie vond plaats in Petrograd, volgens de juliaanse kalender op 25 oktober 1917 en volgens de gregoriaanse kalender op 7 november 1917. Vanwege de invoering van de gregoriaanse kalender in Rusland enkele maanden later, wordt de Oktoberrevolutie altijd op 7 november herdacht. Ter herinnering aan de revolutie werd in 1968 de Orde van de Oktoberrevolutie ingesteld. In dit artikel worden de data weergegeven volgens de oude juliaanse kalender die toentertijd gangbaar was in Rusland.
De revolutie volgde op de Februarirevolutie van datzelfde jaar. De Oktoberrevolutie in Petrograd zette de Russische Voorlopige Regering af en gaf de macht aan de bolsjewieken. Volgens Leon Trotski namen er hooguit 25.000 tot 30.000 mensen deel aan bolsjewistische zijde in de Oktoberrevolutie. Toen de revolutie niet door iedereen werd erkend buiten Petrograd, volgden de Russische Burgeroorlog (1917-1922) en de oprichting van de Sovjet-Unie in 1922.

## Voorgeschiedenis
Mede door onvrede over de prestaties van Rusland in de Eerste Wereldoorlog brak de Februarirevolutie van 1917 uit, waarbij tsaar Nicolaas II werd afgezet. Hierna werd de Voorlopige Regering gevormd. Daarnaast werden er sovjets en fabriekscomités opgericht. Vladimir Lenin - de leider van de bolsjewieken die al jaren in ballingschap leefde in het buitenland - werd in april 1917 Rusland binnengesmokkeld door de Duitsers, die hierdoor hoopten Rusland te verzwakken. Daags na zijn aankomst op het Finlandstation in Petrograd verkondigde Lenin zijn aprilstellingen:
- alle grond aan de boeren
- alle macht aan de sovjets
- alle fabrieken aan de arbeiders
- vrede met Duitsland

In juni 1917 kwam het Eerste Al-Russische Congres van Sovjets bijeen met meer dan 800 afgevaardigden, bestaande uit 285 sociaal-revolutionairen, 248 mensjewieken en 105 bolsjewieken.
Toen tijdens de Julidagen de bolsjewieken een poging deden de macht over te nemen mislukte dat, en werden er enkele kopstukken gevangengenomen en Lenin vluchtte naar Finland. De positie van premier Aleksandr Kerenski was verzwakt door de Kornilov-affaire. In september poogde de opperbevelhebber van het Russische leger, generaal Lavr Kornilov, via een staatsgreep de macht te grijpen en een rechtse militaire dictatuur in te voeren. Kerenski deed een beroep op de sovjets, inclusief de bolsjewieken. Ze kregen wapens die de bolsjewieken niet meer afgaven. De monarchisten waren tegen Kerenski en veel liberalen waren niet bereid om hem te steunen.
Binnen de Sociaal-Revolutionaire Partij bestonden twee vleugels, waarbij de rechtervleugel de Voorlopige Regering steunde, terwijl de linkervleugel juist meer macht wilde verlenen aan de sovjets. Om die reden steunden de linkse sociaal-revolutionairen de bolsjewieken. Na de Oktoberrevolutie richtten de linkse sociaal-revolutionairen een partij op genaamd Linkse Sociaal-Revolutionaire Partij.

## Voorbereidingen
Lenin wilde de staatsgreep plegen voor de opening van het Tweede Al-Russische Congres van Sovjets op 20 oktober. Veel leden van het Centraal Comité van de bolsjewistische partij wilden wachten met de staatsgreep totdat het Tweede Al-Russische Sovjetcongres haar steun uitsprak voor een opstand tegen de Voorlopige Regering. Op 29 september schreef Lenin een brief aan diegenen die wilden wachten tot het congres en hij noemde hen “zielige verraders van de proletarische zaak.” Lenin wilde voor het Sovjetcongres de opstand beginnen zodat hij de regering van de bolsjewistische partij kon afschilderen als een voldongen feit en daardoor zou het Sovjetcongres niet kunnen kiezen voor een coalitieregering van sociaal-revolutionairen, mensjewieken en bolsjewieken. Lenin wilde een coalitieregering voorkomen. Lenin dreigde om uit de partijleiding te stappen als het partijbestuur niet instemde met de start van de opstand voor dat het Tweede Al-Russische Sovjetcongres bijeen zou komen.
Bij de vergadering van het Centraal Comité op 10 oktober waren slechts twaalf van de 21 leden van het Centraal Comité aanwezig. Bij deze vergadering werd besloten tot het uitvoeren van de staatsgreep voor de opening van het Al-Russische Sovjetcongres. Dit besluit werd genomen met 10 stemmen voor en twee stemmen (Lev Kamenev en Grigori Zinovjev) tegen. Na 10 oktober werd zonder vermelding van reden de bolsjewistische partijconferentie van 17 oktober geannuleerd. Kamenev en Zinovjev zagen het annuleren van de bolsjewistische partijconferentie als een truc van Lenin om zijn coupplannen door te drukken, want er waren aanwijzingen dat de meerderheid van de bolsjewieken tegen een gewapende opstand was. Ook waren Kamenev en Zinovjev boos dat slechts twaalf van de 21 leden van het Centraal Comité dit besluit hadden genomen zonder de afwezige leden te raadplegen.
Op 18 oktober uitte Kamenev zijn kritiek in de krant Novaja zjizn van Maksim Gorki: “Op dit moment zou de ontketening van een gewapende opstand voor het begin en onafhankelijk van het sovjetcongres een ontoelaatbare en zelfs fatale stap zijn voor het proletariaat en de revolutie.” Dit artikel zorgde voor de toename van geruchten over een bolsjewistische staatsgreep. Lenin was woedend op Kamenev en Zinovjev die openlijk praatten over een bolsjewistische staatsgreep en hij schreef brieven over dat beiden uit de partij zouden moeten worden gezet. Door deze gepubliceerde brieven van Lenin werden de autoriteiten bang en werd het Al-Russische Sovjetcongres uitgesteld tot 25 oktober.
Het Militair Revolutionair Comité (MRC) werd opgezet met daarin drie bolsjewieken en twee linkse sociaal-revolutionairen. Volgens Trotski waren de twee linkse sociaal-revolutionairen niks anders dan “camouflage” om te verhullen dat de opstand een partijsamenzwering was. De twee linkse sociaal-revolutionairen waren niet eens aanwezig bij de MRC-bijeenkomst in de eerste uren van 25 oktober waar werd besloten tot het begin van de staatsgreep. Het MRC nam op 21 oktober het bestuur van het Petrogradse garnizoen over, waardoor de militaire staf er geen macht over had. Door de opmars van de Duitsers wilde de Voorlopige Regering een deel van het Petrogradse garnizoen naar het front sturen, maar het garnizoen weigerde dit. Op 23 oktober kreeg het MRC de steun van het militaire personeel van de Petrus-en-Paulusvesting.

## Oktoberrevolutie

### Strijd in Petrograd

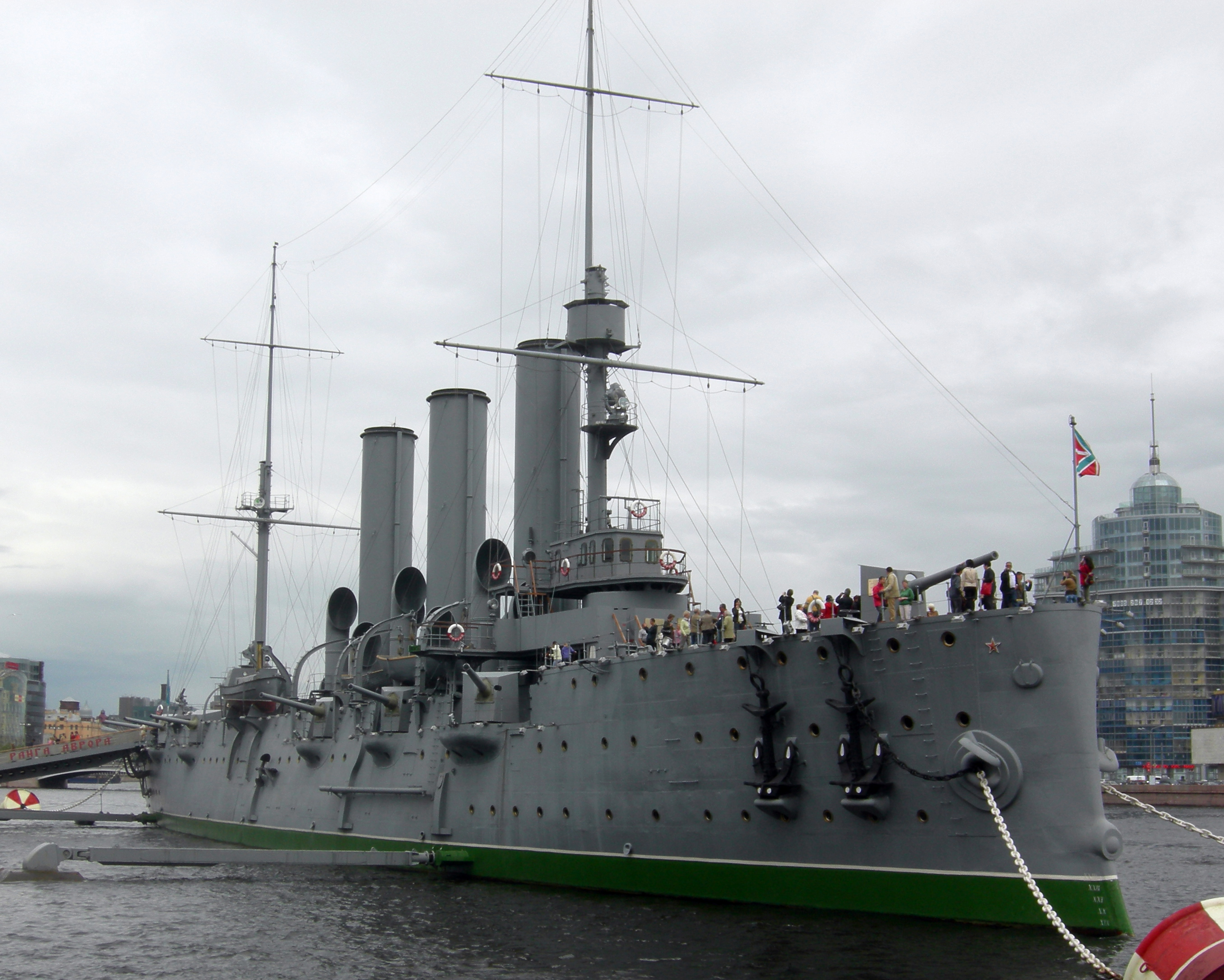
Kruiser Aurora

De opstand van de bolsjewieken, die de geschiedenis zou ingaan als de Oktoberrevolutie, begon (volgens de toen in Rusland nog geldende juliaanse kalender) in de nacht van 24 op 25 oktober. Toen het donker werd op 24 oktober zetten de bolsjewieken wegversperringen op en patrouilleerden met pantserwagens. In de vroege ochtend van 25 oktober hadden de bolsjewieken de treinstations, telefooncentrale, elektriciteitscentrale, posterijen, telegraafkantoren en de nationale bank overgenomen. De Voorlopige Regering zat verschanst in het Winterpaleis. Lenin ging naar het Smolny-instituut – waar het Sovjetcongres zou plaatsvinden – maar werd daar de toegang ontzegd door de bewaking, omdat hij zijn pasje was vergeten. Hij wist binnen te glippen door mee te lopen met een grote groep binnenkomers. Lenin wilde voor de opening van het Tweede Al-Russische Sovjetcongres de macht hebben, zodat het congres de staatsgreep als een voldongen feit moest accepteren. De communistische coupplegers bestormden het Mariinskipaleis rond 12:00 om het preparlement te verdrijven.
Het MRC moest de bestorming van het Winterpaleis – waar de Voorlopige Regering zat – eerst uitstellen tot drie uur ’s middags, daarna tot zes uur ’s middags en later tot een niet nader te noemen tijd. De aanval op het Winterpaleis zou beginnen na een schot vanaf de Petrus-en-Paulusvesting, maar op het laatste moment kwamen de bolsjewieken er achter dat de aanwezige kanonnen niks anders waren dan museumstukken die niet konden schieten. Andere kanonnen werden gehaald, maar na aankomst bleek er dat er geen geschikte munitie voor deze kanonnen aanwezig was. Het plan was dat er ook een rode lantaarn zou worden gehesen om het begin van de beschieting aan te geven, maar er was geen rode lantaarn. De commissaris ging op zoek, maar kwam terug met een lantaarn die geen rood licht gaf en die kon niet worden vastgemaakt aan de vlaggenstok.
Premier Kerenski had versterkingen opgeroepen en toen zij niet aankwamen ging hij op zoek met een auto van de Amerikaanse ambassade die hij had laten confisqueren. Door de wagen van de ambassade met Amerikaanse vlaggen kon Kerenski langs alle blokkades heenkomen van de bolsjewieken.
De bewaking van het Winterpaleis was slecht. Verschillende zijdeuren van het paleis werden niet bewaakt. In eerste instantie werd het paleis verdedigd door drieduizend soldaten, maar dat liep terug tot driehonderd man door een tekort aan voedsel, munitie en moraal. De normale telefoonlijnen naar het Winterpaleis waren doorgesneden door de bolsjewieken. Er was nog een geheime lijn naar de zolder van het ministerie van Oorlog. Het ministeriegebouw was overgenomen door de bolsjewieken, maar zij wisten niet dat er een jonge officier op zolder zat die berichten van de Voorlopige Regering doorstuurde naar de rest van het land. Toen het Winterpaleis was ingenomen, liep de jonge officier rustig het gebouw uit langs de nietsvermoedende bezetters.
De driehonderd leden van de stadsdoema marcheerden naar het Winterpaleis als protest tegen de staatsgreep. De stadsdoemaleden werden staande gehouden in de buurt van het Kazanplein door bolsjewistische wachtposten die hen dreigden in elkaar te slaan. Daarop besloten de leiders om terug te keren naar de stadsdoema. Ondertussen verwierpen de ministers in het Winterpaleis het ultimatum van de bolsjewieken op overgave. Om tien over half tien schoot de kruiser Aurora een losse flodder af en begonnen de bolsjewieken vanaf de Petrus-en-Paulusvesting, Aurora en het Paleisplein te schieten.
Toen het bombardement op het Winterpaleis om tien over half elf op grote schaal bezig was, was het Tweede Al-Russische Sovjetcongres net geopend. Volgens het congrescomité waren er 670 afgevaardigden, bestaande uit ongeveer 300 bolsjewieken, 193 sociaal-revolutionairen en 82 mensjewieken. De bolsjewieken konden met steun van de linkse sociaal-revolutionairen bijna elk motie aangenomen krijgen. De machtbasissen van de bolsjewieken hadden meer afgevaardigden dan waar ze qua grootte recht op hadden. Een aantal sovjets in het Wolgagebied waar de (rechtse) sociaal-revolutionairen machtig waren, boycotten het congres wegens de bolsjewistische aanvallen. Ook hadden andere sovjets in het Wolgagebied minder mensen gestuurd dan waar ze recht op hadden. De legerafgevaardigden uit het noorden waren oververtegenwoordigd en daar waren de bolsjewieken sterk, terwijl die uit het zuiden met veelal mensjewieken en sociaal-revolutionairen ondervertegenwoordigd waren. De Letten vormden ongeveer tien procent van de afgevaardigden, terwijl dat percentage niet overeenkwam met de relatieve grootte van het aantal Letten in Rusland. De Letse afgevaardigden waren voornamelijk bolsjewieken. Een groot deel van de mensjewieken en de rechtse sociaal-revolutionairen veroordeelden de aanval op het Winterpaleis die nog aan de gang was en verlieten demonstratief de vergadering.
Rond twee uur ’s nachts kwamen de communisten de ministerraadkamer van het Winterpaleis binnen en arresteerden de aanwezige ministers. Toen de bestormers erachter kwamen dat Kerenski er niet was, riepen een aantal bolsjewieken om alle ministers dood te steken, maar dat werd voorkomen door hun leider Vladimir Antonov-Ovseenko. De ministers werden in de Petrus-en-Paulusvesting gevangen gezet. De macht in Petrograd kwam in handen van de Raad van Volkscommissarissen (Sovnarkom) met Lenin als voorzitter.

### Moskou en de rest van Rusland
Op 29 oktober stelde de vakbond voor het spoorwegpersoneel (Vikzjel) een ultimatum aan de bolsjewieken, waarin stond dat de bolsjewieken gesprekken moesten openen met de sociaal-revolutionairen en mensjewieken voor het vormen van een coalitieregering. Bij de coalitieregering zou het Tweede Al-Russische Sovjetcongres als parlement fungeren. De Vikzjel dreigde om het gehele treinverkeer stil te leggen als de bolsjewieken niet aan deze eis voldeden, waardoor transport van voedsel en brandstoffen stil zouden liggen. Honderden soldatenvergaderingen, boerensovjets en fabriekscomités stuurden petities ter ondersteuning van de eis van Vikzjel.
Kerenski zocht steun van het leger, maar alleen generaal Pjotr Krasnov stelde achttien compagnies ter beschikking van het Comité voor de Redding van Rusland en de Revolutie die was opgericht door Kerenski en de rechtervleugel van de sociaal-revolutionairen. De andere legeronderdelen hadden geen vertrouwen in zowel Kerenski als de bolsjewieken en deze legeronderdelen waren bang dat de strijd tegen de bolsjewieken zou leiden tot verzwakkingen van het front, waardoor Rusland zichzelf niet meer kon verdedigen tegen de Duitsers.
De strijd in Moskou duurde tien dagen. Het MRC was verwikkeld in een strijd tegen de troepen en politieagenten die loyaal waren aan de Voorlopige Regering. De zwaarste strijd werd geleverd rond het Kremlin van Moskou. Het Kremlin werd op 27 oktober heroverd door de loyale troepen. Op 29 oktober waren de bolsjewistische troepen teruggeslagen tot een paar fabriekswijken. Het MRC in Moskou was blij dat er onderhandelingen werden begonnen door de Vikzjel op 29 oktober. Het vooruitzicht van de bolsjewieken verbeterde toen het offensief van de troepen van Kerenski tot stilstand kwam. Hierdoor verzwakten de mensjewieken en sociaal-revolutionairen hun eisen tijdens de onderhandelingen. De laatste eis van de mensjewieken en rechtse sociaal-revolutionairen was dat het Tweede Al-Russische Sovjetcongres werd aangevuld met leden van de staddoema’s, boerensovjets en de vakbonden, daarnaast dat Lenin en Trotski niet in een coalitieregering mochten komen. Toen de bolsjewieken in Moskou opnieuw het Kremlin belegerden, verwierpen de bolsjewieken het compromis. Lenin pleitte er voor om met de onderhandelingen van de Vikzjel verder te gaan als “een dekmantel voor de militaire operaties”.
Op 27 oktober was er een landelijk decreet door de bolsjewistische regering uitgebracht dat censuur oplegde aan de pers en de bolsjewieken sloten de kranten van de oppositie. De bolsjewistische communisten sloopten drukpersen; arresteerden redacteurs en confisqueerden krantenpapier. De gematigde bolsjewieken stemden op 4 november tegen de censuur in het uitvoerende comité van de Sovjet. De linkse sociaal-revolutionairen stapten uit het MRC nadat hun eis van opheffing van de perscensuur niet werd ingewilligd door de bolsjewieken. Op 4 november namen vijf leden uit het bolsjewistische Centraal Comité ontslag, bestaande uit Lev Kamenev, Grigori Zinovjev, Aleksej Rykov, Dmitri Miljoetin en Viktor Nogin, wegens de perscensuur en de weigering van Lenin om een coalitieregering te vormen. Zij publiceerden een open brief in de krant Izvestia. In dezelfde editie stond ook het ontslagbrief van vijf volkscommissarissen en zes andere prominente bolsjewistische leiders die schreven dat zonder een coalitieregering er niks anders zou opzitten dan “politieke terreur” dat zou leiden “tot het ontstaan van een regime dat aan niemand meer verantwoording schuldig was en tot de vernietiging van de revolutie en van het land.” Ook waarschuwde deze groep voor de kans op een hongersnood. De vijftal uittredende volkscommissarissen beschouwden de staatsgreep als iets dat tegen de wil van de meerderheid van de arbeiders en soldaten inging.
De gesprekken onder leiding van de Vikzjel werden op 6 november afgebroken. Lenin eiste de arrestatie van de Vikzjelleiders. Lenin gooide alle aanhangers van de lijn van Kamenev uit het Centraal Comité en de overgebleven leden moesten het ultimatum tegen de Vikzjel ondertekenen.
Na de bestorming van het Winterpaleis werd bekend dat zich daaronder een grote wijnkelder bevond. Dagenlang werden tienduizenden flessen gestolen en de dronken menigten begonnen te plunderen in de stad. Om de chaos te stoppen werden communistische commissarissen aangesteld om de wijnkelder te beschermen, maar zij begonnen zelf te drinken of de drank te verkopen. Later pompten de bolsjewieken de wijn de straat op, maar mensen begonnen wijn uit de goot te drinken. Het MRC stuurde bolsjewistische matrozen met machinegeweren erop af om het drinkgelag te stoppen en die schoten op de menigte waarbij verschillende doden vielen.

## Gevolgen
De ambtenaren bij ministeries, banken, gemeentehuizen, rechtbanken, scholen, postkantoren, telegraafkantoren en andere instellingen staakten tegen de bolsjewistische staatsgreep. De Nationale Bank weigerde geld te geven aan de communistische regering. Later werden de medewerkers onder schot genomen door bolsjewieken en werden ze gedwongen om de kluizen te openen. De staking van ambtenaren werd neergeslagen na een aantal weken door de arrestatie van stakingleiders en stakers.
- Gemeinsame Normdatei: 4043429-1
- National Archives and Records Administration: 10638835
- Nationale Bibliotheek van Tsjechië: ph138781